# Фолиаки, Соане Лило
Соане Лило Фолиаки (тонг. Soane Lilo Foliaki , 18 апреля 1933 года, Мауфанга, Тонга — 24 декабря 2013 года, Нукуалофа, Тонга) — католический епископ, третий епископ Тонги с 10 июня 1994 года по 18 апреля 2008 года. Член монашеской конгрегации маристов.
Родился в 1933 году в селении Мауфанга, Тонга. После получения среднего образования в колледже Святого Патрика в Сильвестриме, пригороде Аппер-Хатта, вступил в монашескую конгрегацию маристов. 21 июля 1955 года рукоположён в священники для служения в епархии Тонга. Получил высшее образование в университете Халла и научную степень доктора богословия в Риме.
10 июня 1994 года римский папа Иоанн Павел II назначил его епископом Тонги. 23 июня 1994 года состоялось его рукоположение в епископы, которое совершил апостольский нунций в Новой Зеландии и титулярный архиепископ Себаны Томас Энтони Уайт в сослужении с архиепископом Сувы Петеро Матакой и титулярным епископом Декорианы и вспомогательным епископом Гамильтона Максом Такуирой Мэтью Мариу.
В 1999—2002 годах был председателем Конференции католических епископов Тихого океана.
18 апреля 2008 года подал в отставку. Скончался 24 декабря 2013 года в Нукуалофа.